# Menelik II
Vous lisez un « article de qualité » labellisé en 2010.
Cette page contient des caractères éthiopiques. En cas de problème, consultez Aide:Unicode ou testez votre navigateur.
Pour les articles homonymes, voir Ménélik.
Menelik II (en ge'ez : ዳግማዊ ምኒልክ, dagmawi Menilek ), né Sahle Maryam (en ge'ez : ሳህለ ማርያም) le 17 août 1844 et mort le 12 décembre 1913, est prince, Négus du Choa, puis roi des rois (negusse negest) d'Éthiopie. Il est également connu sous son nom de cavalier Abba Dagnew (ge'ez : አባ ዳኘው).
Le règne de Menelik II est essentiellement marqué par une politique de modernisation intérieure et d’extension territoriale de l'empire éthiopien donnant au pays sa forme contemporaine. Dans un contexte de menaces par des puissances étrangères, cette politique vise à constituer un glacis de protection autour des hauts plateaux face au colonialisme. À cet égard, il est notamment connu à l’étranger pour avoir mené les troupes éthiopiennes à la bataille d'Adoua repoussant la pénétration italienne.
Attaché aux traditions éthiopiennes et intéressé par les technologies occidentales, il adopte une série de réformes économiques, politiques et sociales afin de préparer l'Éthiopie au nouveau siècle. Les premières écoles publiques et les premiers hôpitaux sont construits, des produits européens apparaissent dans la nouvelle capitale Addis-Abeba qu’il fonde en 1886 et le pays se dote d'un chemin de fer.
Héritier du négus du Choa, Menelik est fait prisonnier et est emmené à l’âge de douze ans à la forteresse de Magdala où il grandit à la cour de Tewodros II ; il s'enfuit à 21 ans pour retourner dans son royaume natal où il est couronné négus l'année suivante. À la suite du décès de Tewodros II en 1868, Menelik décide d'entreprendre une longue marche vers le trône impérial. Il refuse ainsi de reconnaître le negusse negest Tekle Giyorgis II comme légitime et s'attelle à renverser son successeur Yohannes IV, mais celui-ci le contraint à se soumettre en 1878. Limité au contrôle du Choa, Menelik agrandit son royaume et crée une véritable force armée moderne capable de soutenir ses projets impériaux. Il noue des contacts avec des Européens afin d'importer un matériel militaire performant, une supériorité technologique facilitant les premières campagnes lancées en 1879. Dix années lui suffisent pour repousser les limites du Choa aussi loin que l'Arsi, le Kaffa, le pays Welayta et la ville de Harar ; il remporte notamment les batailles d'Embabo et Chelenqo.
À la suite du décès de Yohannes IV à la bataille de Metemma et après quelques mois d'affrontement avec Mengesha Yohannes, Menelik II, grâce au soutien de la noblesse éthiopienne, se fait couronner negusse negest le 3 novembre 1889. Pendant le début de son règne, il poursuit les campagnes d'expansion territoriale qui ne prennent fin qu'en 1900. Ses expéditions sont interrompues en 1895-1896, durant la première guerre italo-éthiopienne qui l'oppose à l'Italie. Celle-ci se termine le 1er mars 1896 avec la bataille d'Adoua qui, relatée dans la presse internationale, consacre la stature internationale de Menelik et fait de son empire le symbole du maintien d'une indépendance africaine face au colonialisme européen.
En 1909, Menelik II est frappé par une grave maladie et se retrouve hors d'état de gouverner. Le pouvoir passe progressivement entre les mains de son épouse, Taytu Betul. Il désigne son petit-fils, ledj Iyasu, comme successeur afin d'éviter un affrontement entre factions politiques. Menelik II décède dans la nuit du 12 au 13 décembre 1913.

## Vie privée et familiale

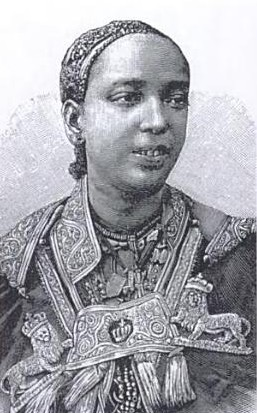
Taytu Betul, épouse de Menelik.

Au cours de sa vie, Menelik a eu plusieurs épouses ; son premier mariage, à vingt ans avec la princesse Alitash, lui est imposé par le père de celle-ci, Tewodros II. Après s'être échappé de la forteresse de Magdala, il la quitte et épouse une princesse oromo ; leurs deux fils meurent en bas âge. Par la suite, il se marie avec Baffana, une noble shewanne qui tente de le renverser pour placer un de ses fils sur le trône de son mari ; un conseil exige son exil en 1877. Pendant quelques années, il a diverses liaisons temporaires parmi lesquelles une nouvelle Baffana et une princesse nommée Goveté.
C'est en 1883, lors de la semaine de Pâques, que Menelik épouse sa femme la plus célèbre et influente : Taytu Betul, membre de la noblesse et descendante des familles régnantes du Semien, du Godjam et du Bégemeder. Son oncle, le dejazmach Wube Hayle Maryam, a été le souverain du Tigré et de la majeure partie du Nord de l'Éthiopie. Décrite par Harold G. Marcus comme animée d'un sincère patriotisme éthiopien, sûre d'elle-même, Taytu Betul mène le front conservateur, strictement attachée aux traditions nationales et méfiante des relations avec les États étrangers. Par ailleurs, tant par son style vestimentaire que par son comportement politique, elle donne un poids politique au Gondar et plus généralement au Nord de l'Éthiopie. Mariée pour la quatrième fois, elle ne donne aucune descendance à Menelik. Celui-ci a néanmoins deux filles de mariages précédents : Zewditou Ire (negiste negest de 1917 à 1930) et Shoaregga, qui épouse le ras Mikaél du Wello, union dont naît le lij Iyassou. Un fils, le prince Wossen Seged, décède durant l'enfance. En 1886, Menelik marie sa fille Zewditou au fils du negusse negest, le ras Araya Selassié, mais il décède, en mai 1888, sans enfant.
Tout au long de son règne, Menelik est très proche de son cousin, Mekonnen Welde Mikaél ; ensemble, les deux hommes collaborent sur tous les sujets. Pétridès les considère comme « les constructeurs de l'Éthiopie du xxe ». Menelik lui confie plusieurs réformes économiques ainsi que la charge de dossiers diplomatiques. La vie familiale de Menelik a des conséquences politiques puisque Taytu n'apprécie guère la proximité de son mari avec son cousin, représentant de la branche progressiste éthiopienne. Ainsi, lors de la fin de règne de Menelik, lorsque celui-ci se voit forcé de choisir un successeur, elle fait pression pour empêcher l'arrivée sur le trône impérial de Teferi Mekonnen, fils de Mekonnen.

## Jeunesse de Menelik

### Naissance de Menelik et le départ vers Magdala

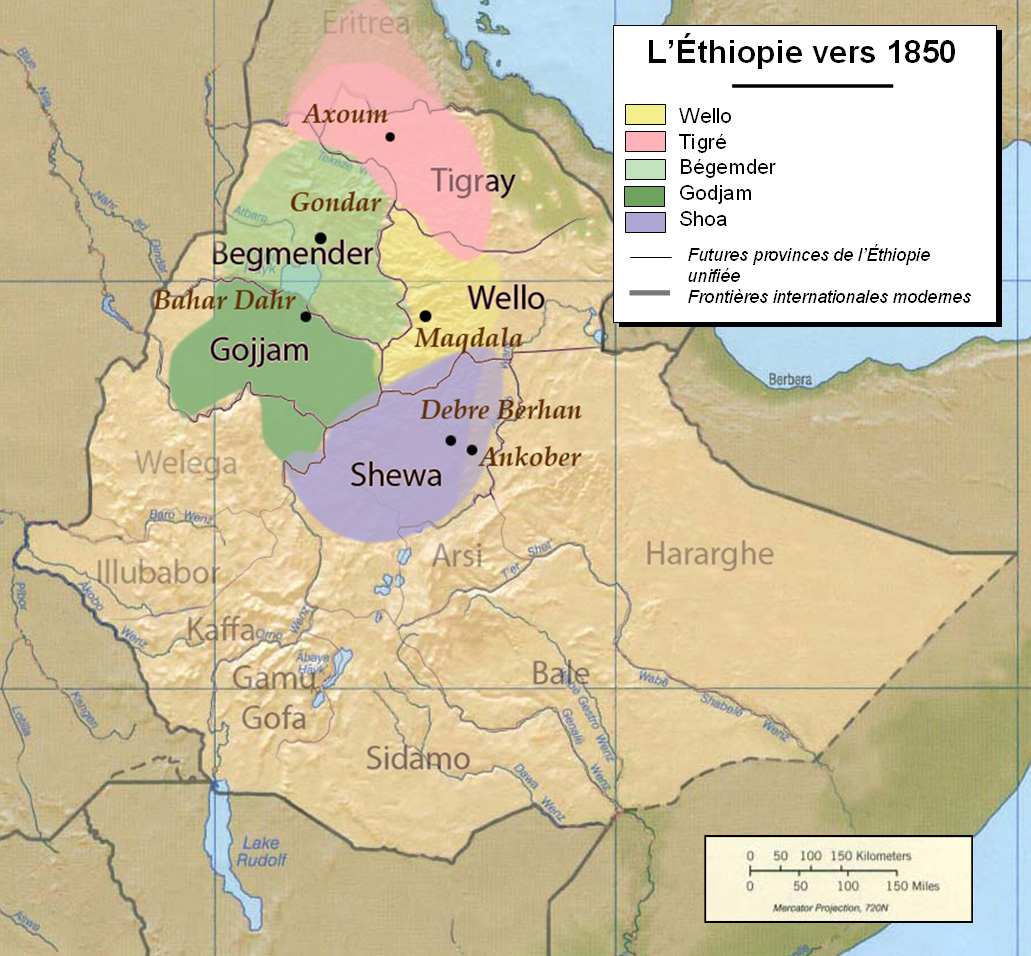
L'Éthiopie vers 1850.

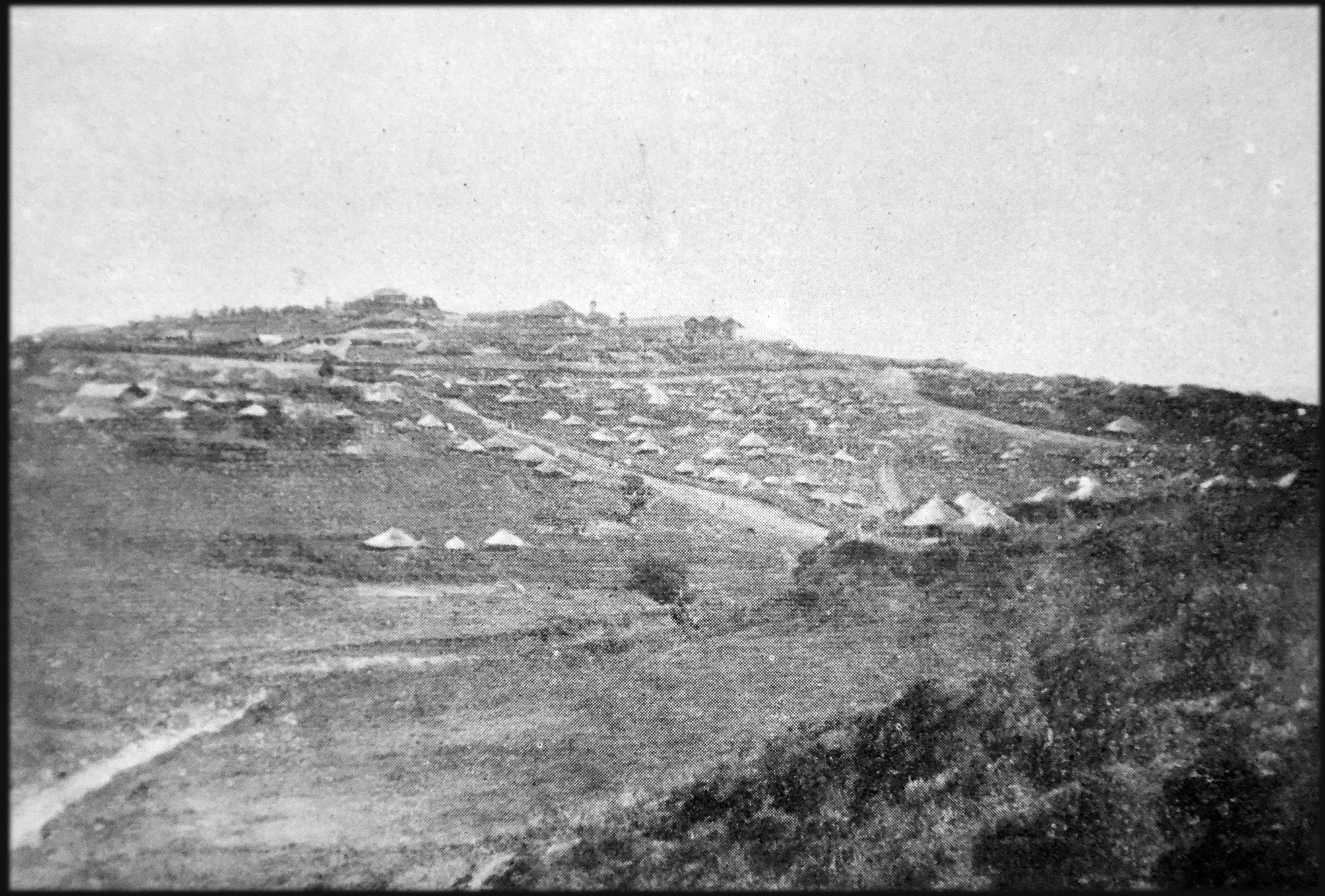
Palais de Ménélik, Addis-Abeba, vers 1900.

Le prince Sahle Maryam naît le 19 août 1844 à Ankober, dans le Royaume du Choa (Shewa). Désigné comme héritier de la branche shewanne de la dynastie salomonide, il est le fils de Haile Melekot, negus du Shewa, et de Ijigayehu, qui aurait été une jeune femme travaillant pour Bezabesh, mère du souverain. Bezabesh apercevant l'employée du palais enceinte, elle interroge Haile qui reconnaît la relation qu'il a eu avec Ijigayehu, lui faisant ainsi espérer la possibilité que son fils donne naissance à un héritier.
À la naissance de Sahle Maryam, un mariage est célébré lors d'une cérémonie civile et Sahle Selassié (1795-1847), heureux d'apprendre cette nouvelle, décide de donner à son petit-fils le nom de Menelik, lui prophétisant un règne glorieux pendant lequel l'Empire éthiopien serait reconstitué,. Initialement, Haile Melekot refuse de reconnaître Menelik, mais Bezabesh intervient en le faisant légitimer par un conseil de parents qui conclut que la ressemblance entre le fils et le père est évidente. Une autre version indique que, lors de la naissance de Menelik, Haile Melekot s'est marié temporairement avec la jeune femme afin de légitimer la naissance. L'enfant reçoit la même éducation que son père ; son tuteur est Ato Nadew, qui reste toute sa vie très proche de Menelik.
En octobre 1855, des combats opposent les forces du negusse negest Téwodros II à celles de Haile Melekot ; ce dernier se trouve à Debre Berhan, qu'il fait évacuer et brûler. Afin de protéger son fils, il ordonne à un groupe de chefs loyaux shewans, parmi lesquels Dargé Sahle Selassié (1830-1900), de fuir avec Menelik vers le plateau de Minjar, situé entre les rivières Awash et Kesem. Les troupes de Téwodros II font pression sur la position occupée par les Shewans et obtiennent l'abdication de Dargé. En février 1856, le negusse negest annexe le Shewa à l'Empire éthiopien. Menelik, alors âgé de 12 ans, Nadaw, Dargé et d'autres chefs sont alors capturés et emmenés au palais de Téwodros à Maqdala.

### La captivité à la forteresse de Magdala
À son arrivée à la cour, Menelik est reçu avec tous les honneurs dus à un prince ; Téwodros II le traite « comme un fils », les officiers se montrent respectueux et affichent une certaine admiration. Plus tard, lorsqu'il évoque cette captivité, il déclare : « Bien qu'il ait tué mon père et qu'il m'ait emmené à sa cour, il m'a toujours aimé comme un fils ; il m'éduquait avec la plus grande attention, et me montrait presque plus d'affection qu'envers son propre fils » ; toujours selon Menelik, Téwodros II lui a dit « plus qu'une fois […] [qu'il] règnerai[t] après lui ». À la cour, Menelik rencontre plusieurs personnalités avec lesquelles il entretient une longue amitié, en particulier Ledj Wale, membre de la famille Yejjou et frère de Taytu Betul.

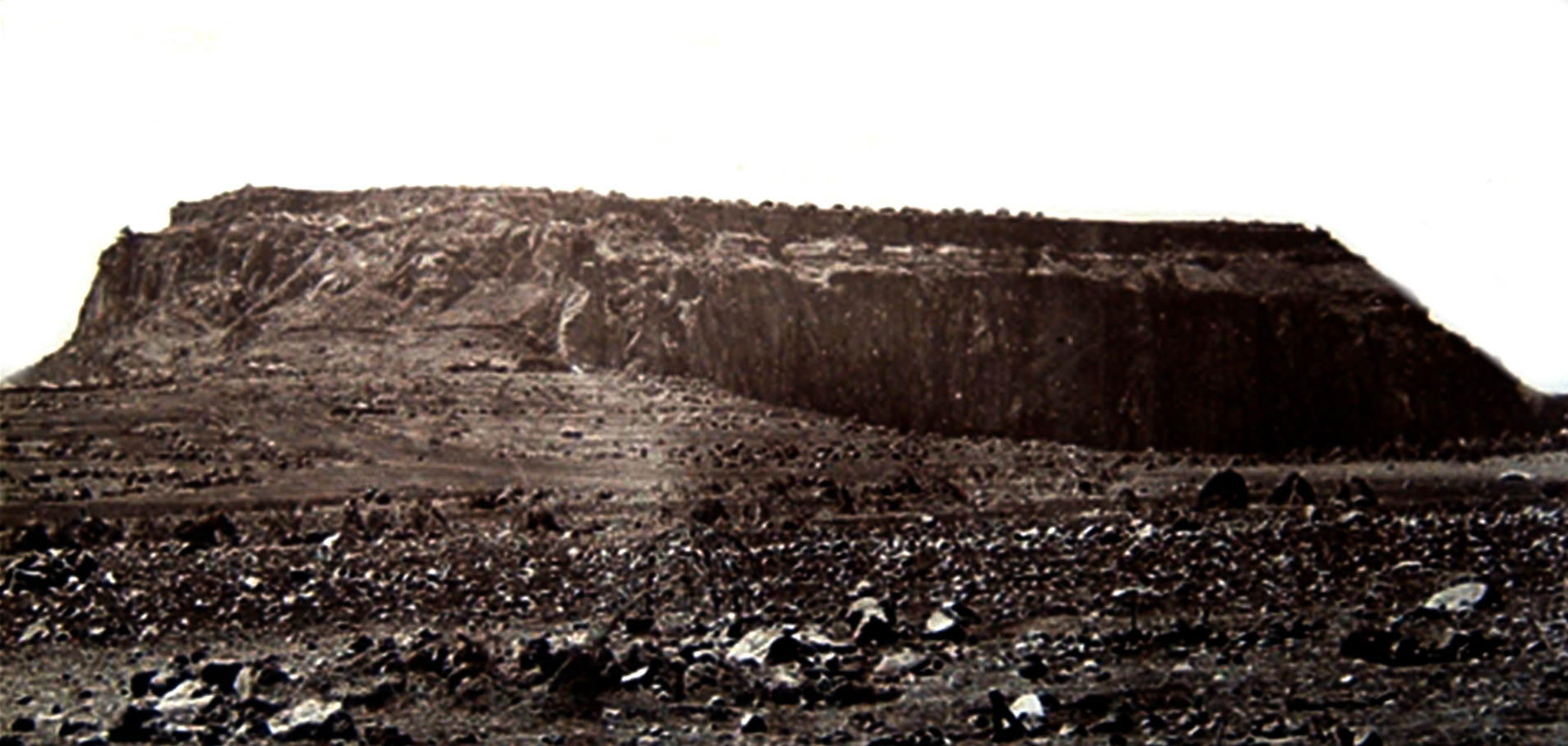
Forteresse de Magdala où Menelik était retenu captif.

L'éducation de Menelik est assurée par l'Église orthodoxe éthiopienne. En parallèle, il suit des cours de stratégie militaire et d'équitation. Sa proximité avec les hautes sphères de l'administration et du pouvoir lui permet d'acquérir une expérience politique dès son plus jeune âge. Il remarque probablement à cette époque certaines erreurs de Téwodros II, notamment ses relations tendues avec les musulmans qui provoquent une instabilité dans le Wello, région devenue ingouvernable. Il est également marqué par les politiques d'unification et de centralisation menées par Téwodros II ; plus tard, il lance une série de campagnes visant à constituer un vaste empire. Malgré ses désaccords avec la conduite des affaires, Menelik se montre serviable envers le negusse negest qui l'élève à la dignité de dejazmach et à qui il offre la main de la princesse Alitash.

### La fuite de Magdala et le retour dans le Choa
Durant son séjour à la cour, Menelik maintient sa volonté de retourner dans le Choa bien qu'il n'envisage pas cette action tant que Téwodros II contrôle la totalité de l'Empire. En 1864, l'influence du negusse negest commence à s'affaiblir ; son expédition punitive contre Ato Bezabeh, qui s'est proclamé negus du Choa, échoue. Menelik s'inquiète de ce changement malgré une déclaration passée de Bezabeh : 

« Si le fils de [mon ancien] maître retourne, je devrai lui remettre les rênes du pouvoir, mais si quelqu'un d'autre revendiquait le poste, je ne l'abandonnerais pas. »

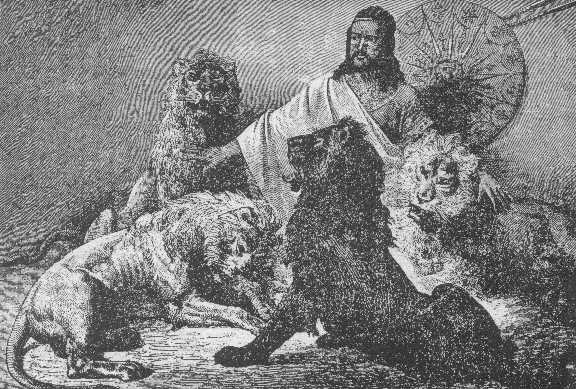
Le negusse negest Tewodros II entouré de ses lions.

Un retour dans son royaume au moment où Bezabeh est solidement installé au pouvoir pourrait créer des tensions ; par ailleurs, les partisans de son père, Haile Melekot, l'appellent à revenir le plus rapidement possible. La seule solution semble être la fuite de la forteresse de Magdala ; or certains membres de la cour se doutent de cette décision et en informent Téwodros II. Celui-ci ne prend aucune mesure spécifique en raison de sa confiance envers Menelik.
Le 1er juillet 1865, au milieu de la nuit, Menelik, alors âgé de 21 ans, et quelques partisans s'échappent de la forteresse en passant par le large gouffre entre l'Amba Magdala et le Wello. Au moment du départ, Menelik charge une personne de transmettre le message suivant à la reine Worqitu du Wello, ennemie de Téwodros II : « Je suis arrivé. Envoyez-moi des hommes afin de me recevoir. » À l'aube, il arrive dans le Wello où Worqitu a probablement prévu de le capturer afin de l'échanger contre son fils, un imam, emprisonné à Magdala. La reine du Wello envoie un messager à Téwodros II afin de lui présenter la proposition mais le negusse negest a pris connaissance de la fuite et déclare : « la Reine a trouvé un fils libre ; elle peut se passer de celui qui est enchaîné », puis il ordonne l'exécution de son fils.
À partir de 1865, une série d'événements provoquent une déstabilisation de l'autorité de Téwodros II dont il est lui-même en partie responsable. Une famine frappe les régions du Tigré et du Bégemeder ; au début de l'année 1866, il lance une expédition punitive dont les victimes sont essentiellement civiles ; en novembre 1866, il décide de piller Gondar en réponse à une rébellion et, vers la mi-1867, craignant la désertion de ses troupes, il ordonne le massacre de 800 soldats. Ces actions conduisent de nombreux militaires à rejoindre l'armée de Menelik. À la suite de l'exécution du fils de Worqitu du Wello, celle-ci comprend que la présence de Menelik est inutile dans sa province mais que s'il monte sur le trône du Shewa, il pourrait être un allié important. Elle demande donc à ses soldats d'escorter Menelik afin qu'il puisse retourner dans son royaume natal.

## Menelik, negus du Choa

### Les premières phases du règne

#### La lutte contre Bezabeh
En août 1866, Menelik arrive dans l'Est du Choa avec le noyau de sa nouvelle armée et se proclame Négus. Ato Bezabeh, alors souverain de la province, tente de trouver une alliance auprès de la reine du Wello, Worqitu, en lui disant qu'une fois au pouvoir, Menelik les ferait capturer pour les remettre à Téwodros II. Un affrontement a lieu entre Menelik et Bezabeh, lors de la bataille de Qewet, la plupart des soldats choisissent de se joindre au camp du premier et le second fuit vers Amba Afqara ; cette victoire rapporte à Menelik 1 000 mousquets auxquels s'ajoutent 1 000 armes à feu et 3 canons trouvés à Kebrat Amba. Lorsqu'il arrive à Ankober, il est accueilli par une population en liesse et un clergé heureux de sa venue. Bezabeh décide de demander pardon, sa requête, soutenue par des prêtres et d'influentes personnalités politiques, est acceptée par Menelik qui lui offre le fief d'Abba Motti en échange de cette soumission.

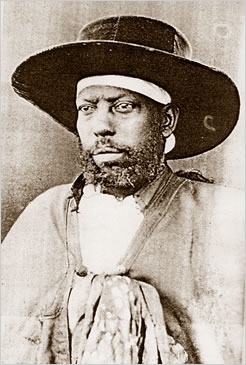
Portrait de Menelik II.

Dès le début de son règne, Menelik se veut conciliateur et magnanime envers ses ennemis ; il travaille pacifiquement avec l'administration choanne déjà en fonction. Par la suite, même lorsqu'il accède au trône impérial, il privilégie toujours le dialogue afin d'éviter la guerre et les effusions de sang. La priorité est alors à la consolidation de son autorité en raison des menaces externes que représentent les offensives oromos toujours plus nombreuses. Au pouvoir, il abolit diverses réformes de Tewodros II, son attitude conciliatrice se retrouve dans sa tolérance religieuse envers les musulmans et les animistes. Afin d'assurer ce respect, l'édit suivant est promulgué : 

« Tout débat religieux est interdit dans le Choa où tous les cultes sont libres ; tout prêtre éthiopien reconnu coupable d'avoir provoqué une controverse religieuse sera puni de mort. »

Ce texte vise également à mettre fin au débat entre les religieux favorables à la théorie de la double naissance du Christ et ceux favorables à la théorie de la triple naissance. Une fois son autorité bien établie, Menelik veut en finir avec Bezabeh qui continue à troubler le royaume dont il se prétend toujours négus ; par ailleurs, on apprend qu'il conspire avec les Oromos. Menelik porte l'affaire devant un tribunal estimant que les preuves de traîtrise sont suffisantes et, malgré son refus d'évacuer son armée d'Amba Afqara, Bezabeh se présente devant la justice. Devant le conseil convoqué pour l'occasion, Menelik commence la séance avec la déclaration suivante :
- « Je dépose trois plaintes contre Bezabeh : 1, il m'a attaqué lorsqu'à mon retour d'exil, il refusa de me remettre l'alga [trône] de mon père ; 2, après l'avoir pardonné pour l'amour de Dieu, on a découvert qu'il complotait contre mon alga, dans ma ville où il est resté ; 3, en accord avec son peuple, il refuse maintenant d'abandonner mon amba [mont] et il a tué mes soldats. Et maintenant, sages et chefs, examinez son cas et jugez entre lui et moi »[27].

Par la suite, Bezabeh est condamné à mort et abattu, ses soldats rejoignent l'armée du negus : en 1866, Menelik contrôle la totalité du royaume, au moment même où Tewodros II pille Gondar et voit la fin de son règne approcher.

#### La chute deTéwodrosII
Dès son arrivée sur le trône du Choa, Menelik affirme clairement ses ambitions impériales. Ainsi, lorsque, vers septembre/octobre 1867, il écrit une lettre au père Guglielmo Massaia, un missionnaire italien catholique à Aden, il se présente comme le « Roi des Rois ». Dans deux autres lettres précédemment envoyées à la reine Victoria, il se présente, selon les Britanniques, sous le titre de « Sultan Negus », une interprétation incorrecte du titre « Roi des Rois ». Dans les deux lettres, il annonce sa succession au trône de son père ; dans celle adressée à Victoria, il demande la réouverture des relations entre la Grande-Bretagne et le Choa pour être reconnu par Londres avant d'entreprendre toute action à l'encontre de Téwodros II. Menelik compte libérer les Européens emprisonnés à Magdala par Téwodros afin d'obtenir un soutien matériel (notamment des armes modernes) de la France et de la Grande-Bretagne. En coopération avec la reine Worqitu qui cherche à contrôler le Wello, Menelik lance une expédition et arrive, le 30 novembre 1867, avec 30 000 soldats près de Magdala. Sous prétexte de l'épuisement des troupes, il se retire le 2 décembre sans avoir livré bataille ; en réalité, il a appris l'arrivée de Téwodros II et les manœuvres d'un autre prétendant au trône : Wagshum Gobaze, posté avec ses troupes à environ 50 km de Magdala. Ce dernier quitte la région après avoir pris connaissance du départ de Menelik ; tous deux craignent l'armée de Téwodros II, malgré son récent affaiblissement.

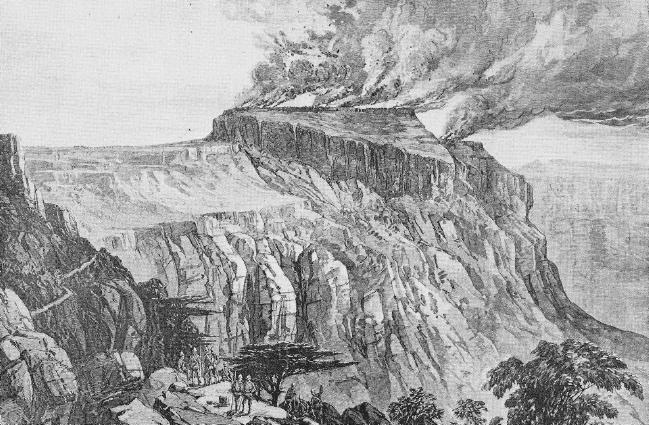
L'incendie de la forteresse de Magdala par les troupes de Napier (au premier plan), London Illustrated News, 1868

Lors de l'expédition de Napier, celui-ci envoie une lettre à Menelik dans le but d'expliquer la présence britannique : « Nous ne venons pas pour la [l'Éthiopie] conquérir, ni pour la soumettre à notre gouvernement, mais uniquement pour libérer nos frères injustement détenus par Théodore ». Robert Napier, commandant de l'expédition, avertit le négus du Choa que si Téwodros II se réfugie dans son royaume ou s'il reçoit une quelconque aide de sa part, les troupes britanniques pénètrent dans son territoire. Menelik décide de recevoir le missionnaire Massaia afin d'écouter ses conseils et celui-ci confirme que les Britanniques s'en sortent vainqueurs même si l'ensemble de l'Éthiopie s'unit et se tient prête à défendre Téwodros II. Menelik répond que la majorité des Éthiopiens ne soutient plus le negusse negest bien qu'une intervention étrangère puisse rallier bon nombre de seigneurs locaux à la cause du souverain ; par ailleurs, en tant que prince éthiopien, il est personnellement obligé de défendre toute violation des frontières de l'Empire. La semaine suivante, Menelik et ses troupes quittent Were Ilu (Warra Hailu) pour le Wello et rejoignent l'armée de Worqitu pour se diriger vers Magdala. Alors qu'il a assuré aux Britanniques l'aide du Choa, Menelik décide finalement de retourner dans le Wello, apparemment pour fêter Pâques, sans avoir soutenu la Grande-Bretagne. Outre la volonté de ne pas prendre un trop grand risque en s'alliant avec les Britanniques, Menelik se sent incapable d'anéantir l'homme qui l'a traité comme un fils. Finalement, au cours de l'expédition, Téwodros II, refusant l'idée d'être prisonnier des Anglais, se donne la mort.
Menelik avoue plus tard à Massaia avoir été attristé par cet événement. Le missionnaire, étonné, l'interroge sur l'organisation du jour de célébration à la suite du décès. Menelik répond qu'il a souhaité « satisfaire les passions du peuple » et rappelle qu'il n'a pas participé aux festivités mais qu'il s'est rendu dans une forêt pour y pleurer la mort prématurée de l'homme qui l'a éduqué et envers qui il a toujours éprouvé un sentiment d'affction filiale ; l'idée de trahir Tewodros lui a véritablement répugné. Son unique préoccupation a été la défense des intérêts du Choa ; toutefois, lorsqu'il apprend que Dejazmach Kassa, plus tard Yohannes IV, a apporté une aide essentielle aux Britanniques, Menelik dissimule mal sa colère en voyant le trône impérial s'éloigner. La mort de Téwodros II marque le début d'une phase d'affrontement entre Wagshum Gobaze, Dejazmach Kassa et Menelik.

### L'affrontement avecYohannesIV

#### La lutte indirecte

##### Le combat entre TekleGiyorgisIIetYohannesIV

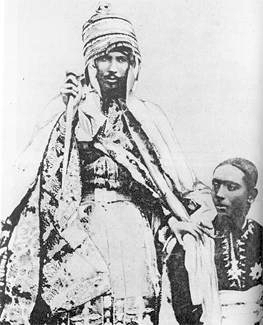
Yohannes IV (à gauche).

Poussés tous deux par leurs ambitions impériales, Menelik entre indirectement en conflit avec Kassa Mercha, futur empereur Yohannes IV ; or ce dernier a tiré profit de l'expédition de Napier puisqu'il dispose d'un avantage militaire considérable grâce aux armes offertes par les Britanniques en échange de l'aide qu'il leur a apportée. Après le couronnement illégal de Wagshum Gobaze à la mi-août 1868 sous le nom de Tekle Giyorgis II, Menelik revendique à son tour le titre de negusse negest ; un geste tout symbolique lui permettant d'exprimer des aspirations plutôt que d'affirmer une situation réelle.
La véritable lutte se joue pour l'instant entre Kassa et Tekle Giyorgis II qui recherche l'appui du négus du Choa et de son importante armée bien équipée. Menelik comprend qu'un conflit entre les deux principaux prétendants pourrait les affaiblir voir amener à leur anéantissement et choisit de n'apporter aucun soutien au negusse negest. Celui-ci marche avec ses troupes vers le Choa, sans aucune volonté d'attaquer, il stationne dans le Wello et reçoit des lettres et présents de la part de Menelik. Bien que non satisfait de ces gestes, Tekle Giyorgis II quitte la province après avoir appris que Kassa marche vers le nord, il compte affronter la menace que ce dernier représente. Après deux batailles, le 21 juin 1871 et le 11 juillet 1871, Tekle Giyorgis est capturé et emprisonné ; Kassa sort grandement renforcé en hommes et en armes et, le 21 janvier 1872, il est couronné negusse negest à Aksoum sous le nom de Yohannes IV.
Pendant que les deux prétendants s'affrontent, Menelik ne reste pas inactif ; à la fin de l'année 1868, après la mort de Worqitu, il commence la pacification du Wello, la province tampon entre le Choa et le Tigré. Il fonde les ketemas (villes de garnison) stratégiques de Were Ilu et Enawari qui servent de bases à des offensives dans les zones toujours sous contrôle de la nouvelle reine Mestewat, jugée non fiable, et son fils Abba Wato. Pour le poste de gouverneur du Wello, Menelik apporte son soutien à un parent de Mestewat et Worqitu : Mahammad Ali, plus tard ras Mikaél ; le négus du Choa obtient par ailleurs le soutien du dejazmach Wale qu'il nomme gouverneur du Yejju. L'influence politique de Menelik se rapproche du Tigré au nord. À la mi-novembre 1871, alors que Kassa et Tekle Giyorgis s'affrontent, Menelik se trouve à la frontière du Bégemeder à la tête d'une armée constituée de soldats choans et du Wello ; il s'est déplacé afin de « profiter de toute éventualité ». Néanmoins, ses plans échouent en raison d'une rébellion de la reine Mestewat ; son fils, commandant dans l'armée de Menelik, quitte les rangs avec ses hommes et se dirige vers Magdala. Affaibli par ce retrait, Menelik retourne dans le Choa, dévaste par la suite le Wello mais ne parvient pas à déloger Abba Wato de Magdala.
À la suite de ces interventions, Menelik ne peut se permettre d'affronter Yohannes IV. Ce dernier a grandement bénéficié de sa victoire sur Tekle Giyorgis : il dispose de nouvelles armes et les soldats capturés sont intégrés à son armée. La priorité pour le nouveau negusse negest est la stabilisation du Bégemder et du Godjam ; le Choa ne constitue pas, pour l'instant, un élément essentiel pour Yohannes IV. Par ailleurs, Menelik dispose d'une bonne armée dont la cavalerie est le point fort. Néanmoins, le couronnement de Yohannes IV est une véritable preuve de l'échec des politiques et de la diplomatie de Menelik : il ne reçoit aucune aide militaire de la part des Britanniques, l'affrontement entre Yohannes IV et Tekle Giyorgis ne lui a rien apporté, pire encore, il a assisté à l'arrivée sur le trône d'un nouveau souverain. Bien qu'obligé de lutter contre un negusse negest légitime, les ambitions impériales de Menelik ne sont pas affectées. Il reçoit tout d'abord le ras Wolde Maryam, auparavant partisan de Yohannes IV, et l'envoie dans le Bégemder où il doit lever une armée et organiser une rébellion. Il se met également à participer à des festins qu'il prépare et où des nobles de la ville de Liche, des militaires et des membres du clergé sont invités ; des chefs viennent même du Godjam, de Gonder ou du Tigré. Un vaste festin a coûté, selon un officiel, plus de 15 000 thalers, une somme considérable pour l'époque. Menelik confie : « Kassa… a battu Tekle Giyorgis avec des canons ; je l'ai combattu avec des thalers, du tej et du brindo [viande crue], et je suis certain de le vaincre ».
Cependant, il sait que dîners et réceptions ne peuvent suffire et souhaite acquérir des armes au moins aussi performantes que celles de Yohannes IV ; pour cela, il doit accroître ses ressources financières. Le negus du Choa est riche en cheptel et terres, mais annuellement, le million de thalers disponible est utilisé pour le fonctionnement de l'administration et l'armée. Le difficile accès à la mer l'empêche de vendre les richesses du Sud-Ouest (dont le musc et l'ivoire). Le développement du commerce est largement freiné par les lois et coutumes archaïques du Royaume, il est difficile pour les marchands européens de faire des affaires face à une population et un clergé conservateurs. Dans ces conditions, une hausse des revenus commerciaux n'est pas envisagée comme une ressource suffisante afin de moderniser son armée.

##### La guerre avec l'Égypte, la tentative de renversementYohannesIV

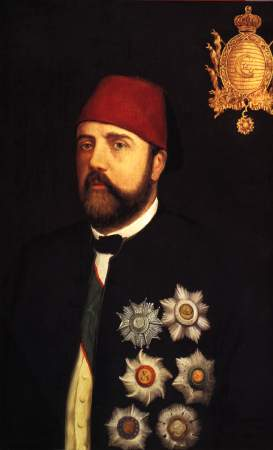
Le khédive Ismaïl Pacha auprès de qui Menelik tente de trouver une alliance pour renverser Yohannes IV.

Avec l'arrivée de l'Égypte dans la Corne de l'Afrique, une occasion de se débarrasser de Yohannes IV se présente ; les premiers contacts sont établis par alaqa Birru, un dissident ayant fui les provinces contrôlées par le negusse negest et qui suggère à Menelik de coopérer avec les Égyptiens alors installés sur le bord de la mer Rouge. Menelik s'adresse aux fils d'Abu Parka Pasha qu'il envoie au Caire pour y négocier une alliance avec le khédive Ismaïl Pacha ; toutefois, les archives égyptiennes n'évoquent pas cet accord. Certaines sources affirment qu'alaqa Birru a servi d'intermédiaire entre Menelik et Munzinger et plus tard le khédive.
Un plan d'encerclement militaire de Yohannes IV aurait alors été élaboré ; celui-ci, forcé de se rendre, aurait alors été contraint de laisser le trône impérial à Menelik, les Égyptiens auraient en échange quant à eux pris possession d'une partie du Tigré. L'existence de tels arrangements semble confirmée par l'attitude du khédive Ismaïl Pacha, puisqu'au début des années 1870, celui-ci n'a toujours pas reconnu Yohannes IV comme negusse negest, une défaite de celui-ci face aux Égyptiens aurait constitué une occasion unique pour le negus du Choa.
En 1873, Menelik lève une importante armée pour en finir avec les révoltes d'Abba Wato qui demande le soutien de Yohannes IV ; en 1874-1875, celui-ci a établi son autorité sur tout le Nord et est même parvenu à obtenir le soutien du dejazmach Adal du Godjam. Yohannes IV profite de l'appel d'Abba Wato pour tenter de forcer Menelik à le reconnaître negusse negest.

Néanmoins, apprenant que les Égyptiens avancent de Mitsiwa vers l'intérieur des terres, Menelik se détourne d'Abba Wato. Ce dernier est finalement emprisonné par Menelik qui prend la forteresse de Magdala. Il nomme Mahammad Ali, gouverneur du Wello à qui les chefs locaux font allégeance ainsi qu'au négus du Choa en septembre 1876, lors de la fête de Mesqel. Pendant la cérémonie, Menelik appelle à la tolérance religieuse : 

« Les populations du Wello, bien qu'elles soient aujourd'hui musulmanes, deviendront dans deux ou trois ans nos frères par le baptême ou la communion… Ne les haïssez pas… ne soyez pas irrités si des musulmans viennent à vos domiciles. »

 Par ailleurs, le nouveau gouverneur du Wello et le negus du Choa partagent leur repas, rompant ainsi les traditions religieuses, ; cette volonté de cohabitation et de tolérance religieuse caractérise la position de Menelik par rapport à Tewodros et facilite l'unification de l'Empire sur lequel il règne. Néanmoins, ces « beaux plans et fervents espoirs » d'être negusse negest « partent en fumée » à la suite des victoires de Yohannes IV lors des batailles de Gundet et de Gura. La défaite égyptienne convainc la majorité des Éthiopiens, notamment des Choans, de la suprématie militaire du negusse negest qui profite des victoires pour accroître son arsenal. Menelik prépare une marche vers le nord, l'absence de soutien de la part des populations l'amène à retourner dans son royaume. Cet échec est partiellement dû à son incapacité à se procurer des armes et munitions malgré plusieurs tentatives ; c'est l'occasion de créer des premiers contacts avec des pays européens.

#### La défaite de Menelik

##### Les raisons de l'échec
Outre la supériorité en armes de son rival, l'échec de Menelik est la conséquence des troubles internes au Choa. En 1877, une rébellion, provoquée par Baffana, épouse de Menelik, débute dans le royaume. Baffana souhaite voir un de ses fils succéder à son père sur le trône du Choa mais Menelik tente d'imposer Mesheshe Seyfu, son cousin germain. Après avoir brièvement quitté le Royaume, ce dernier revient et se réconcilie avec Baffana en échange de ses terres ; néanmoins, après l'intervention d'un conseil, elles lui sont à nouveau remises. Enfin, le 14 décembre 1876, Menelik fait emprisonner Meshesha à Gontcho dans l'Argobba, son épouse Baffana lui a déclaré que son premier cousin pourrait être un traître ; à la suite de cette sanction à l'encontre de Meshesha, Menelik perd d'importants soutiens. À cette question de succession, s'ajoute une polémique religieuse : Baffana, tout comme Yohannes IV, est partisane de la doctrine de la double naissance du Christ, appelée Qarra Haymanot, selon laquelle, il ne faut pas diviser la nature humaine et la nature divine du Christ (une nature venant du Père et une autre de la Sainte Vierge). Menelik est quant à lui favorable à la doctrine de la triple naissance, nommée Sost Lidat, de Debre Lebanos, qui soutient que le Christ est né du Père, de l'opération du Saint-Esprit et après neuf mois de la Vierge Marie. En quête d'unité nationale, Yohannes IV doit nécessairement unifier religieusement le pays ; Baffana propose au negusse negest de renverser Menelik. Son plan consiste à profiter du départ de son époux vers le nord, départ auquel elle l'aurait poussé, pour placer Meridazmatch Haile sur le trône pendant la saison des pluies afin que Menelik ne puisse retourner dans le Choa. Celui-ci aurait été battu par Yohannes IV qui aurait à son tour renversé Haile pour le remplacer par un des fils de Baffana, alors régente jusqu'à la majorité d'un des héritiers.
Elle pousse Menelik à lancer une campagne vers le nord contre Yohannes IV, or cette expédition est mal vécue par des troupes choannes fatiguées des conquêtes et peu enthousiastes à l'idée de traverser des territoires ennemis pour ensuite défier des forces mieux équipées. La campagne est tout de même lancée et Menelik quitte le Choa. Au même moment, Haile entre à Ankober où il se fait proclamer négus du Choa. Un affrontement s'ensuit entre les troupes d'Azzaj Wolde Tsadeq et le Dejazmach Germame, les officiels à qui Menelik avait délégué provisoirement le pouvoir et les forces du roi nouvellement proclamé. Après deux affrontements, Haile est capturé après la bataille du 4 mai 1877 et emprisonné à Ankober. Menelik ne suspecte aucune complicité de Baffana dans cette tentative et la nomme régente par un édit jusqu'à son retour, il lui remet le pouvoir afin qu'elle rétablisse l'ordre dans son royaume. La tentative ayant échoué, Meshesha est libéré et s'empare du mont Tamo, une position stratégique. Le retour dans le Choa de Menelik, le 25 mai 1877 n'est pas la conséquence des activités de son épouse, il a quitté le Godjam lorsqu'il a appris que Yohannes IV s'y avance pour soutenir le ras Adal Tessema. Une fois dans le Choa, Menelik croit encore en son épouse et, après un bref siège sur Tamo, il demande à Massaia de conduire une médiation avec Meshesha. Un conseil exige entre autres l'exil de Baffana, une décision refusée par Menelik alors qu'il part en campagne contre Mahammad Ali, récemment allié avec Yohannes IV. Après une victoire de Menelik sur les troupes du gouverneur du Wello, une cérémonie de réconciliation est organisée le 20 décembre 1877 à Liche pendant laquelle Meshesha est pardonné. Par ailleurs, il autorise l'exil de Baffana dans un village lointain bien qu'il ne croie toujours pas qu'elle l'a trahi et qu'elle s'est rebellée.

##### Le traité de Wadara

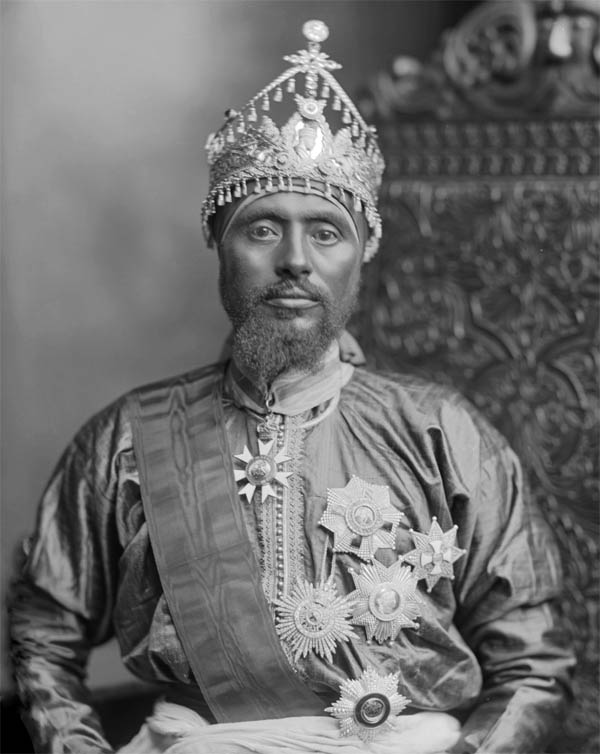
Le ras Mekonnen, cousin de Menelik II.

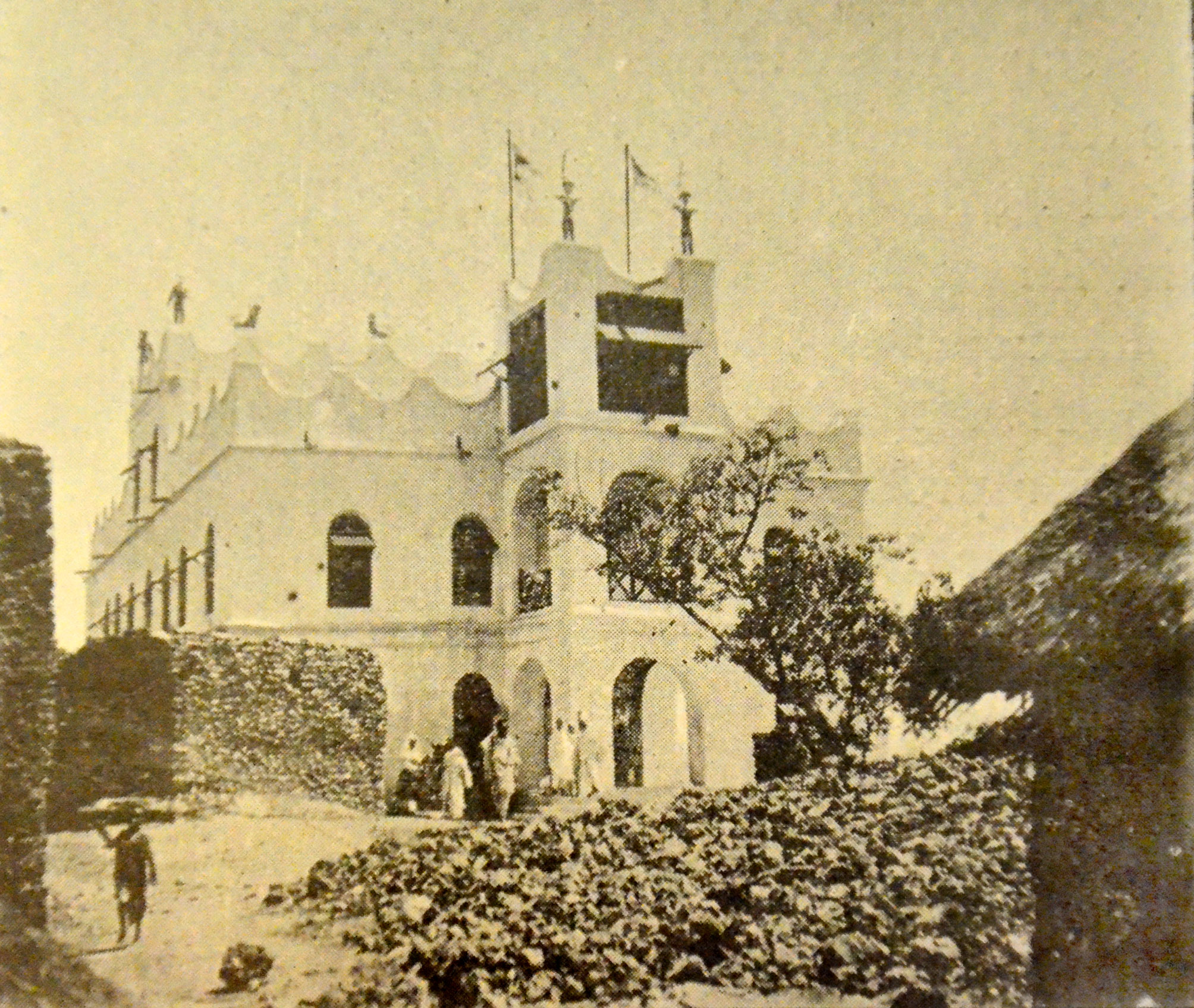
Palais du ras Mäkonnen, principal chef de l'armée éthiopienne, vers1900.

Au début de l'année 1878, Yohannes IV marche vers le Choa ; Menelik tente d'obtenir la paix mais les conditions posées par le negusse negest sont trop nombreuses : la déportation de Massaia, l'obligation de ravitailler l'armée impériale lors de l'occupation du Choa, un tribut annuel de 500 esclaves, 50 000 thalers, 500 mulets, 1 000 chevaux, 50 000 têtes de bétail ainsi que d'importantes quantités de grains, de viande et de beurre. Par ailleurs, Menelik doit accorder à l'armée impériale le libre passage sur son territoire vers Debre Lebanos ; enfin, il doit se présenter, dévêtu jusqu'à la taille avec une pierre à son cou devant le negusse negest afin d'implorer son pardon et prêter serment de fidélité. Dans ces conditions, un affrontement armé semble être la seule issue.
À la fin du mois de janvier 1878, Yohannes IV entre dans le Menz et Menelik publie un décret de mobilisation : les soldats doivent se trouver sur le champ de bataille avant le 2 février. Les enfants et personnes âgées sont évacués de l'éventuelle zone de guerre et la totalité du trésor du Choa est envoyé à Feqra Gemb.
Le 3 février 1878, Menelik et son armée quittent Liche pour se rendre dans la région entre les rivières Engolla et Facho. Entre le 6 et le 10 février, les troupes s'affrontent sporadiquement puis Menelik se retire vers Liche où un conseil est tenu le 12 février. Trois jours plus tard, les représentants des deux parties commencent les négociations. Une série de gestes réconciliateurs des deux camps s'ensuivent et un traité est signé le 20 mars 1878 : le traité de Wadara.
Parmi les principales conditions pour la paix, Menelik doit de se soumettre formellement, une pierre autour du cou comme le veut la tradition, devant le negusse negest, renonçant ainsi à ses ambitions impériales. En échange, le négus du Choa obtient une partie considérable du Wello. Après avoir fait acte de soumission, Menelik discute seul avec Yohannes IV et est couronné quelques jours plus tard négus du Choa. Le 26 mars 1878, Yohannes IV annonce officiellement la célébration du couronnement de Menelik en tant que négus du Choa devenant ainsi le premier de sa dynastie à recevoir le consentement officiel du negusse negest pour porter le titre de Negus ; la cérémonie se déroule dans une large tente, devant de nombreux officiels. Le negusse negest reconnaît, selon ses propres paroles, Menelik comme « roi et maître d'une terre conquise et possédée par vos ancêtres ». Il déclare également que quiconque « s'attaque à votre royaume s'attaque à moi, quiconque vous fait la guerre la fait à moi. Vous êtes par conséquent mon fils aîné ». Quelques mois plus tard, Menelik envoie un magnifique tribut à Yohannes IV qui aurait pleuré et déclaré : « C'est seulement aujourd'hui que je suis Empereur »,. Malgré cette soumission et le tribut à payer, le negus du Choa et son royaume n'ont subi aucun dommage important, l'armée est restée intacte, tout comme sa volonté de devenir le prochain negusse negest.

### La première phase d'extension territoriale

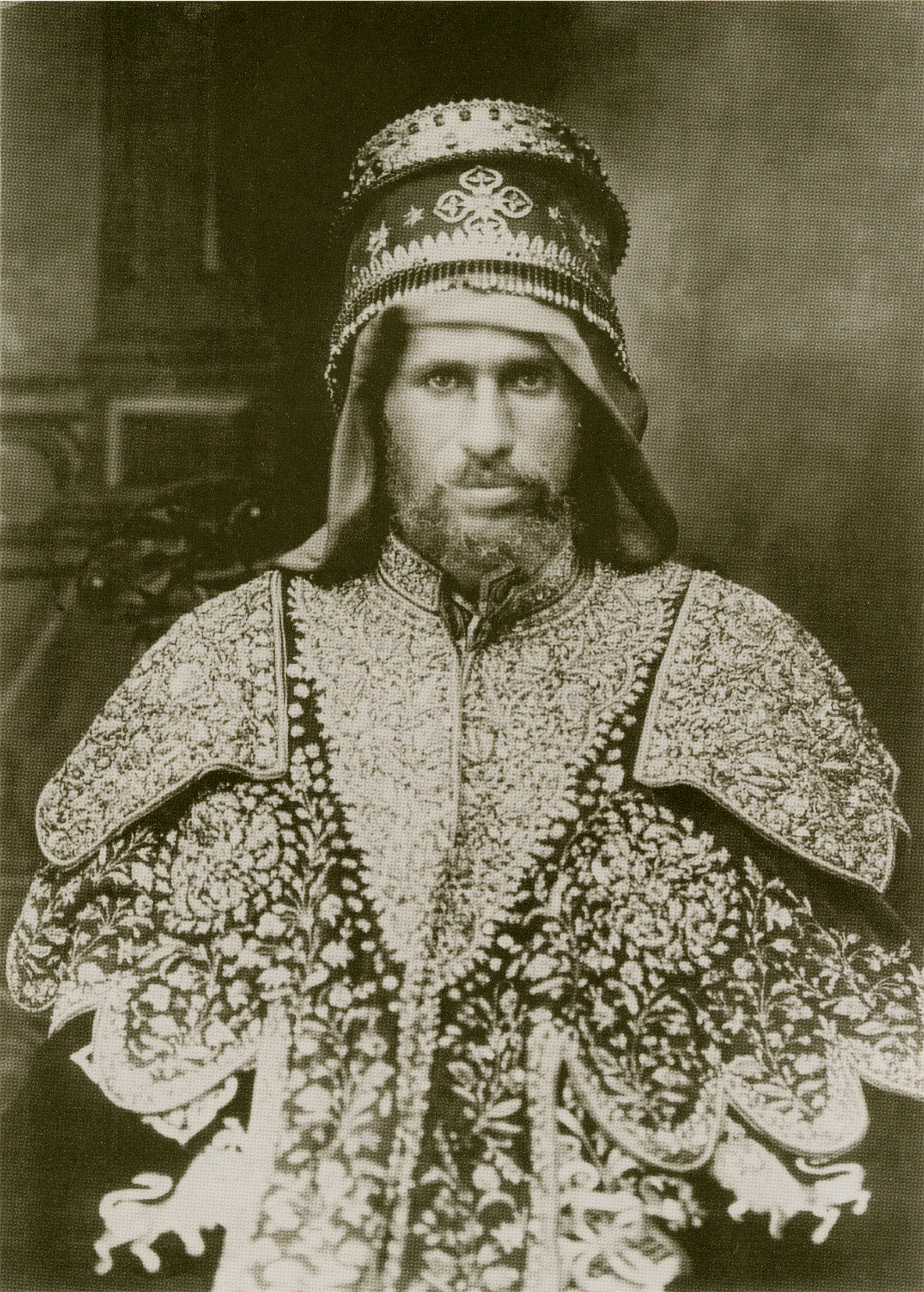
Negus Tekle Haimanot du Gojam, défait par Menelik à la bataille d'Embabo.

Menelik, restreint à l'administration du Choa, a trois objectifs en tête : étendre le domaine de la couronne, le défendre face au colonialisme et améliorer les structures du royaume en le menant vers la modernisation. Si sa défaite face à Yohannes IV l'a contraint à patienter avant l'accès au trône impérial, elle ne lui a guère empêché de viser les territoires à l'ouest, au sud et à l'est. L'organisation de campagnes s'explique par des besoins financiers (augmenter les recettes fiscales en conquérant de nouveaux territoires) et commerciaux : le Choa souhaite contrôler le Sud, riche en ressources naturelles et dominer les routes menant vers les marchés portuaires de Zeilah, Obock et Tadjourah.
Enfin, la menace coloniale européenne constitue un argument supplémentaire pour que Menelik II se lance à la conquête des provinces visées par les puissances étrangères afin de constituer un glacis de protection tout autour du haut plateau ; lors de ces campagnes, les détracteurs de Menelik n'hésitent pas l'accuser de colonialisme à rebours.

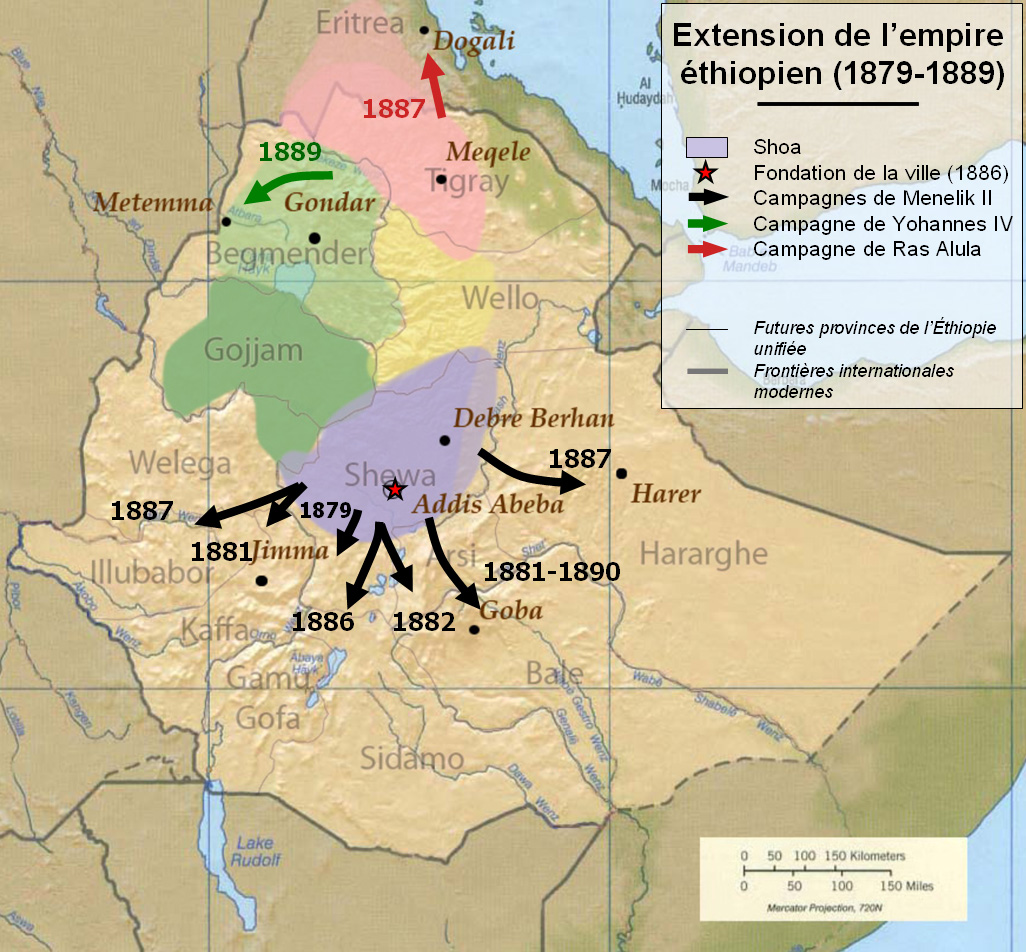
Première phase d'extension territoriale jusqu'à la mort de Yohannes IV

Durant ces premières campagnes, de 1879 à 1884, les conquêtes se déroulent sur trois axes :
- le premier, le long de la vallée du Rift : le royaume Hadiya, les territoires habités par les Kambata, les Silté, et les Welaytas ;
- le second axe, en direction de l'Arsi et du plateau du Balé : la conquête débute vers 1881 mais ne s'achève qu'en 1890. En 1881, le ras Gobena Dachi force le Kaffa à payer un tribut ; Jimma, Limmu, Gera et Guma deviennent des régions tributaires. Les troupes du ras Dargé Sahle Selassié font face à la résistance des Arsis qui cèdent provisoirement en 1883 puis totalement en 1886, lorsque leur territoire passe sous contrôle choan. Le plateau du Harar, occupé à partir de 1887, et l'ensemble des terres somalis constituent les derniers territoires conquis ;
- le troisième axe, en direction de l'ouest, vers le Soudan : en 1886, alors que Menelik déplace sa capitale vers Addis-Abeba, ras Gobena Dachi occupe le Wollega et l'année suivante, l'armée choanne intègre l'Illubabor. Les frontières occidentales sont repoussées jusqu'à la rivière Gibe.

Deux grandes batailles se déroulent durant cette première phase d'expansion :
- la bataille d'Embabo a lieu le 6[76] ou 7 juin[77] 1882, d'après les sources : elle voit la défaite et le renvoi des terres oromos du negus Tekle Haimanot du Gojam. La victoire choanne est en réalité double puisque outre le fait qu'elle assure à Menelik la domination du Sud-Ouest, une zone traversée par les marchands étrangers (principalement français), elle envoie un message indirect mais clair à Yohannes IV, soutien de Tekle Haimanot : le negus du Choa maintient des ambitions impériales ;
- le 6 janvier 1887, à la suite de la défaite de l'émir Abd Allah II ibn Ali Abd ash-Shakur à la bataille de Chelenqo, Harar est annexée au royaume du Choa. Il s'agit d'une victoire importante au niveau commercial en raison de la présence de commerçants étrangers et de la proximité de la ville avec les ports de Zeilah et Berbera. Par ailleurs, Chelenqo constitue un succès stratégique puisque Harar constitue le point de départ des campagnes durant la conquête de l'Ogaden.

## MenelikII, negusse negest d'Éthiopie

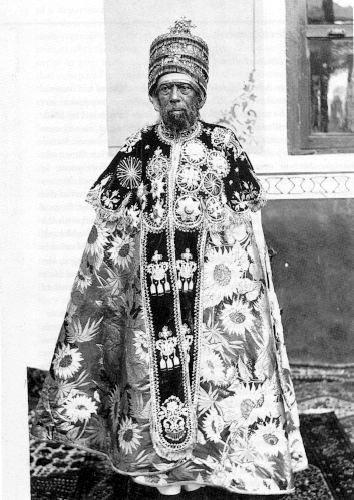
Menelik II en costume impérial.

À la suite du décès de Yohannes IV, le 10 mars 1889, la voie à la succession s'ouvre : le ras Mengesha Yohannes et Menelik sont les deux prétendants au trône impérial.
Le 3 novembre 1889, soutenu par la grande majorité de la noblesse éthiopienne, Sahle Maryam est couronné Negusse negest d'Éthiopie sous le nom de Menelik II avec les titres de roi des rois d'Éthiopie, lion conquérant de la tribu de Juda, élu de Dieu. Il fait face à une querelle ancienne, mettant aux prises les branches du Choa (Shewa) et de Gondar quant à la légitimité du pouvoir. Menelik justifie son couronnement en rappelant que sa propre branche descend de Salomon par la lignée masculine, alors que la branche de Gonder, celle de Yohannes IV, en descend par la lignée féminine. Les deux branches ont ainsi autant de droits à régner l'une que l'autre, bien que la lignée gonderienne eût été plus ancienne.

### La poursuite de l'extension de l'Empire

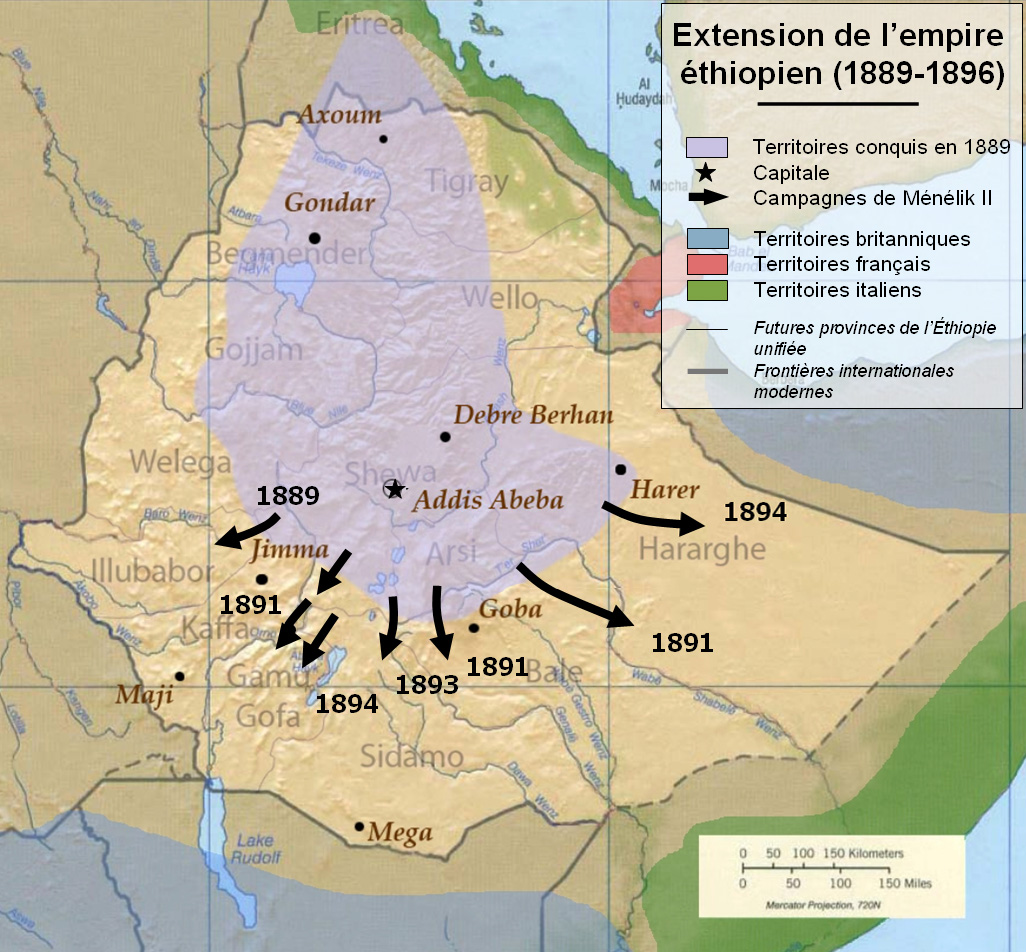
Extension territoriale jusqu'au déclenchement de la guerre avec l'Italie.

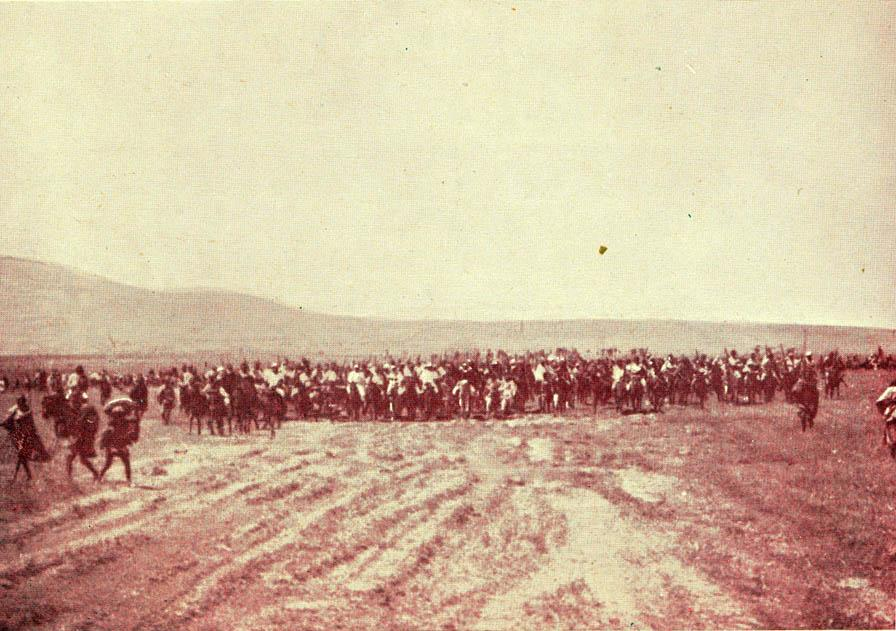
Retour des armées du Ras Welde Giyorgis après la conquête du Kaffa.

Arrivé sur le trône impérial, Menelik lance une deuxième période de conquêtes territoriales, interrompue en 1896 par le conflit avec l'Italie. Ces campagnes qui débutent en 1894 visent à répondre à deux problèmes principaux : d'une part la grande famine Kifou Qen (« époque terrible ») ; de l'autre, le problème des prêts et de la dette.
Au début de l'année 1887, une famine, causée par l'épidémie de peste bovine de 1885, ravage le Nord du pays jusqu'en 1892. Chassés par la famine, les survivants émigrent vers le sud dans les territoires récemment intégrés au Choa (Shewa) ; parmi les émigrants, de nombreux soldats tigréens et gonderiens rejoignent l'armée de Menelik. Au même moment, le gouvernement italien demande le paiement d'une dette de 4 millions de lires contractée en 1890. Pour résoudre la crise, Menelik décide de repousser les limites du Sud : en 1889, la totalité du pays Gouragué est annexé ; le Balé, le Sidamo (sans le Borana), l'Ogaden et le Welayta sont occupés à partir de 1891 puis intégrés à l'Empire. Le ras Welde Giyorgis Aboyé conquiert le Konta et le Kulo ; en 1893, l'intégration du Kambata, occupé depuis 1890, s'achève. En 1894, l'intégration des nouveaux territoires se poursuit : le ras Gobena Dachi vers le sud-ouest, le ras Mekonnen Welde Mikaél au Harer et dans l'Ogaden, le ras Welde Giyorgis Aboyé au Kaffa, dans la province de Gofa ; la même année, le Wollamo est conquis.

### La guerre contre l'Italie

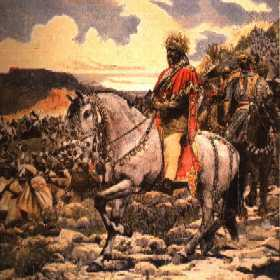
Menelik II à la bataille d'Adoua, par le peintre Paul Buffet.

La guerre avec l'Italie est l'unique conflit de Menelik II avec un pays européen et un des seuls de l'Histoire éthiopienne impliquant un pays hors de la région. Le point de départ de cette guerre est la dénonciation du traité de Wouchalé ratifié en 1889 avec l'Italie. Le différend concerne l'article XVII, qui dans la version italienne place l'Éthiopie sous protectorat alors que la version amharique ne parle que d'une possibilité pour Menelik d'utiliser Rome pour voie de communication avec les puissances européennes. Le 12 février 1893, le traité est dénoncé par l'Empire éthiopien et le lendemain, une lettre écrite aux puissances européennes informe que l'Éthiopie rejette toute forme de protectorat>.
Deux premiers affrontements ont lieu en janvier 1895 dans la province du Tigré, les Italiens sortent à chaque fois victorieux des affrontements contre Mengesha Yohannes. Un appel à la mobilisation générale contre les forces coloniales est lancé le 17 septembre 1895. En l'espace de deux mois, une centaine de milliers de soldats sont rassemblés en des points stratégiques du pays (Addis-Abeba, Were Ilu, Ashenge, et Mekele / Meqelé). La situation se retourne puisqu'en décembre 1895 et en janvier 1896, les Éthiopiens, alors sous commandement du ras Mekonnen Welde Mikaél infligent deux défaites aux Italiens à Amba Alagi et à Meqelé.
Enfin, les commandants des deux armées, Menelik et Oreste Baratieri se rencontrent à Adoua, le 1er mars 1896 ; la bataille dure un jour entier à la fin duquel les Italiens, battus par des soldats bien plus nombreux et ayant souffert près de 70 % de pertes dans leurs rangs, se retirent du territoire éthiopien. Le 26 octobre 1896, l'Éthiopie et le royaume d'Italie signent le traité d'Addis-Abeba assurant l'indépendance de l'Empire de Menelik. Cette victoire historique assure au negusse negest une reconnaissance internationale et consacre son prestige; elle permet, pendant quelque temps, de mettre son pays au centre de la scène mondiale. Renforcé par un succès contre un état étranger, il décide de poursuivre les campagnes d'expansion territoriale.

### La dernière phase d'extension
À la suite de la victoire d'Adoua, Menelik lance une troisième et dernière phase de conquêtes de 1896 à 1900. Le conflit avec l'Italie l'a conforté dans l'impératif de créer un glacis de protection face au colonialisme. En 1896-1897, des expéditions sont lancées dans le Borana (à côté du Sidamo). Dans le même temps Fitawrari Habte Giyorgis après avoir fait construire un fort à Mega contrôle le pays konso. La province du Kaffa résiste initialement et refuse de payer le tribut avant d'être entièrement conquise. En 1898, le Beni Shangul et la frontière avec le Soudan sont contrôlés, le ras Welde Giyorgis Aboyé soumet le Goldea et le Maji, il atteint le lac Rudolf (aujourd'hui lac Turkana). Enfin, toujours la même année, le ras Tassama intègre le Massonge et le Gimirra. Plus tard, en 1899, le Dejazmach Leontieff, un Russe, mène des expéditions le long de la frontière sud du lac Rudolf. Ainsi s'achèvent deux décennies de campagnes militaires.

### Une intégration difficile mais couronnée de succès

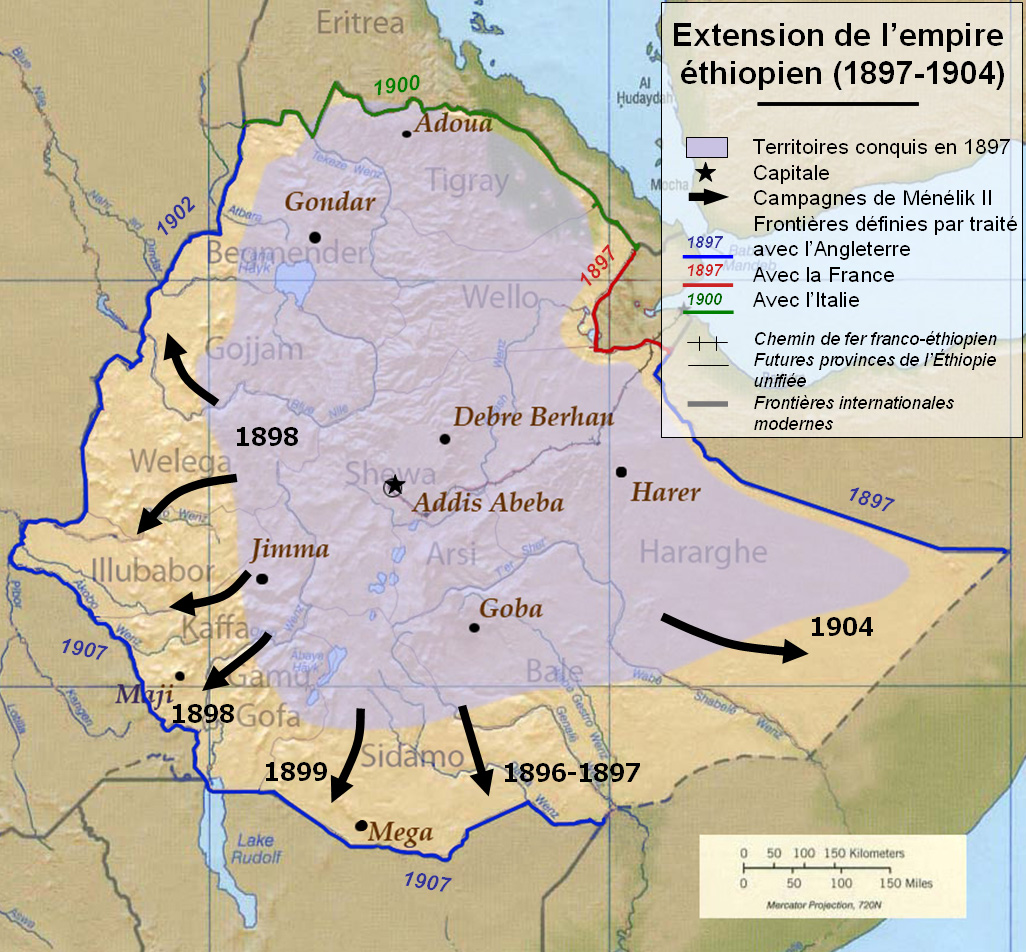
Extension territoriale suivant la guerre avec l'Italie et définition des frontières.

Globalement, l'intégration des nouveaux territoires est réussie, bien que les paysans subissent de lourds impôts couvrant les dépenses de la cour impériale, du clergé, de l'armée et des propriétaires terriens. Diverses régions ont accepté l'intégration volontaire : on peut citer le royaume de Jimma ainsi que certains zones du Wellega ; en contrepartie, les clans dominants locaux gardent un certain pouvoir. Ces derniers partagent l'administration avec les naftagna, des fusiliers s'installant dans les nouveaux territoires afin d'en assurer la défense. L'ingérence des naftagna dans la gestion des affaires affaiblit l'influence des chefs traditionnels auxquels la population doit toujours allégeance. Toutefois, l'uniformisation des impôts et l'établissement d'une justice plus formelle assurent la stabilité : c'est la pax æthiopica.
En revanche, plusieurs territoires, dont le Welayta, le Kaffa et le Guimira, refusent la soumission volontaire ; dans ces cas, les anciens chefs perdent tout privilège, leurs terres et parfois leur liberté. L'armée intègre ces provinces avec une violence militaire entraînant de nombreuses victimes et la destruction de certaines cultures. Malgré la participation d'Oromos et de Gouragués, la soumission d'autres peuples s'apparente à une conquête exclusivement amhara. En effet, l'Empire tente d'assimiler les populations conquises, la majorité des soldats parlent l'amharique et sont des chrétiens orthodoxes. Les campagnes ont marqué les mémoires des nations conquises, 90 % des Oromos se retrouvent sous administration impériale devenant ainsi, démographiquement, le premier peuple d'Éthiopie. Les élites locales, influencées par la diffusion de concepts d'égalité des peuples, résistent quelque temps, rendant les conquêtes plus longues et difficiles que prévu.

L'importance des conquêtes menées par Menelik
Empire éthiopien avant les conquêtes de Menelik II (1875)
Empire éthiopien après les conquêtes

À la suite des campagnes, Menelik II a changé en profondeur la structure politico-sociale d'un empire sur lequel il règne, empire trois fois plus vaste que le domaine de la couronne du Choa vers 1880 soit 1 000 000 km2, des hauts plateaux jusqu'aux basses terres les plus chaudes. L'administration, essentiellement militaire, de l'Empire se fonde en grande partie sur les ketemas, des villes garnisons qui, plus tard, donnent naissance à des villes d'importance régionale telles que Yirgalem dans le Sidamo ou Goba dans le Balé. Les ketemas sont toujours construites à plus de 1 000 m d'altitude, afin d'y installer les naftagna, originaires des hauts plateaux, qui redoutent les pestilences (surtout la malaria) et le climat des basses terres.
L'Éthiopie a réussi l'exploit de créer un vaste empire au moment précis où les puissances européennes se partagent la Corne de l'Afrique. Le succès de Menelik II s'explique par l'intégration des Oromos du Shewa et des Gouragués dans son administration et dans les hauts postes militaires, lui permettant de lever une armée beaucoup plus importante que s'il s'était limité à recruter des Amharas. Par ailleurs, à la suite des décès de Tewodros II et de Tekle Giyorgis II, de nombreux soldats désœuvrés et d'anciens mercenaires viennent gonfler les rangs de l'armée équipée des meilleurs fusils. Enfin, la personnalité même de Menelik contribue au succès des campagnes. Il s'implique personnellement et se rend lui-même sur les champs de bataille, tout en s'entourant des généraux les plus brillants dont le ras Mekonnen Welde Mikaél ou encore le ras Gobena Dachi.
Dès la fin du règne de Yohannes IV, la cour du Shewa devient un centre d'influence majeur éthiopien, aussi bien au niveau national qu'international. Des diplomates, des marchands, des aventuriers, beaucoup d'étrangers se rendent à la cour d'Entoto (notamment le jeune poète Arthur Rimbaud et le peintre Paul Buffet parmi les Français); parmi ceux-là, certains échangent leurs armes contre des produits naturels. La France et l'Italie, entre autres, font ainsi entrer de nombreuses armes modernes dans le royaume du Shewa, permettant aux troupes de Menelik de disposer d'une supériorité technique.

### La modernisation de l'Empire
Menelik II, conscient de la portée de la victoire d'Adoua, sait que la seule force militaire ne peut protéger son empire. Ainsi, sans l'élaboration d'un véritable plan global, l'Éthiopie entre dans une phase de modernisation, un bouleversement s'expliquant entre autres par l'intérêt du souverain pour les nouvelles technologies. Une partie de l'aristocratie impériale, représentée par Taytu Betul, accueille avec vigilance voire réticence l'arrivée massive des techniques occidentales. À l'inverse, une autre fraction de la noblesse, dont le ras Mekonnen Welde Mikaél (1852-1906), marqué par ses voyages en Europe en 1896 et en 1902, se montre bien plus ouverte à cette modernisation. Afin de ne point effrayer les conservateurs et par conviction personnelle, Menelik s'attelle à maintenir la culture éthiopienne et ses traditions.

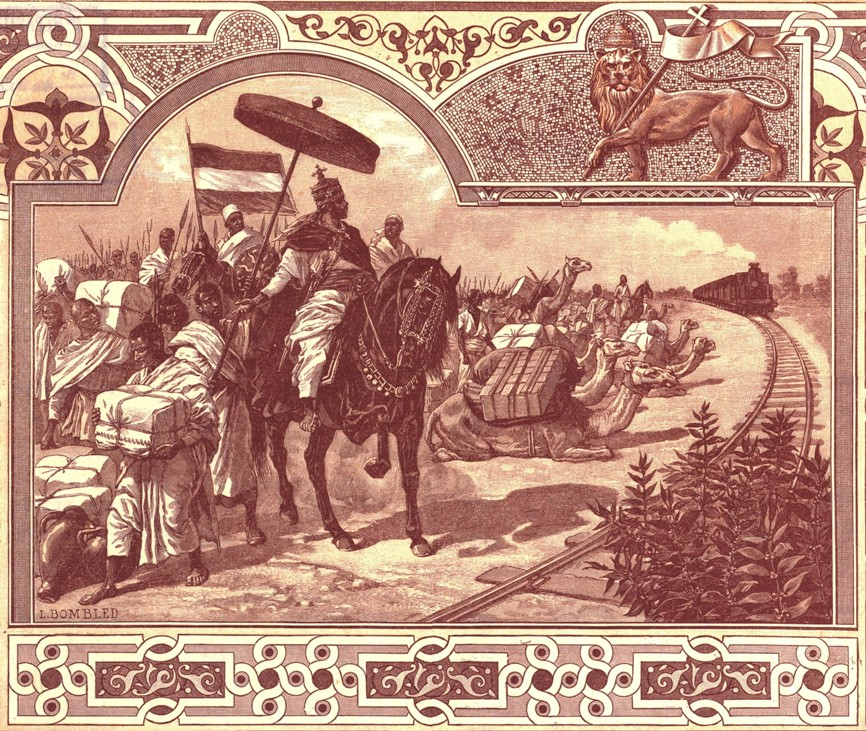
Gravure représentant Menelik II, accompagné de son entourage, inspectant le chemin de fer.

Au niveau des transports et des communications, des routes (Addis-Abeba - Addis-Alem et Dire Dawa - Harar) ainsi que des ponts sont construits ; dans la capitale, les vélos, importés par Bentley et C. Halle, font leur apparition en décembre 1907 et les automobiles y sont introduites en janvier 1908 par A. Holtz. Le symbole par excellence reste le chemin de fer franco-éthiopien (aujourd'hui djibouto-éthiopien) dont la construction, débutée en 1897, se termine en 1917. Un système postal est fondé en 1893 et des bureaux de postes ouvrent l'année suivante. Le bureau central, tenu par des Français, développe le service urbain ; deux ans plus tard, l'Éthiopie adhère à l'Union postale universelle. Dans le domaine de l'éducation, on bâtit des écoles publiques : la première en 1906, une seconde en 1908 (école Menelik II d'Addis-Abeba) enfin une troisième à Harer ; par ailleurs, en 1894, des étudiants partent à l'étranger pour la première fois, certains vont jusqu'en Russie. Au niveau sanitaire, on lance une campagne de vaccination contre la variole en 1898 ; on construit divers hôpitaux : celui de la Croix-Rouge russe (1897), l'hôpital ras Mekonnen à Harer (1902) et l'hôpital Menelik II (1910).
La modernisation touche également le secteur économique : en 1892, on réorganise le régime des impôts. Le nouveau système de taxation (gebbar maderia), diffère qualitativement par les soldes aux armées, l'administration des revenus et l'approvisionnement des troupes, avec le système existant sous les règnes de ses prédécesseurs. Celui-ci est bien plus fortement centralisé, le taux de taxation est directement relié aux besoins militaires en se fondant sur une mesure des besoins d'un soldat ordinaire, et le soldat, devenu propriétaire devient directement responsable de son propre ravitaillement. Dès lors, les taxes foncières passent sous l'administration directe des ras. Cette forme de taxation sécurise les soldes des armées et facilite une mobilisation accrue à la fois de la paysannerie et des ras locaux. Le système contrôlé directement par l'État se révèle en outre beaucoup plus flexible (facilitant le transfert des ressources d'une région à l'autre), et permet une élévation considérable des revenus de l'Empire éthiopien. En 1894 est mise en place une forme de taxation universelle, la taxe Asrat, qui s'applique aussi bien aux nobles locaux qu'aux soldats et aux propriétaires.

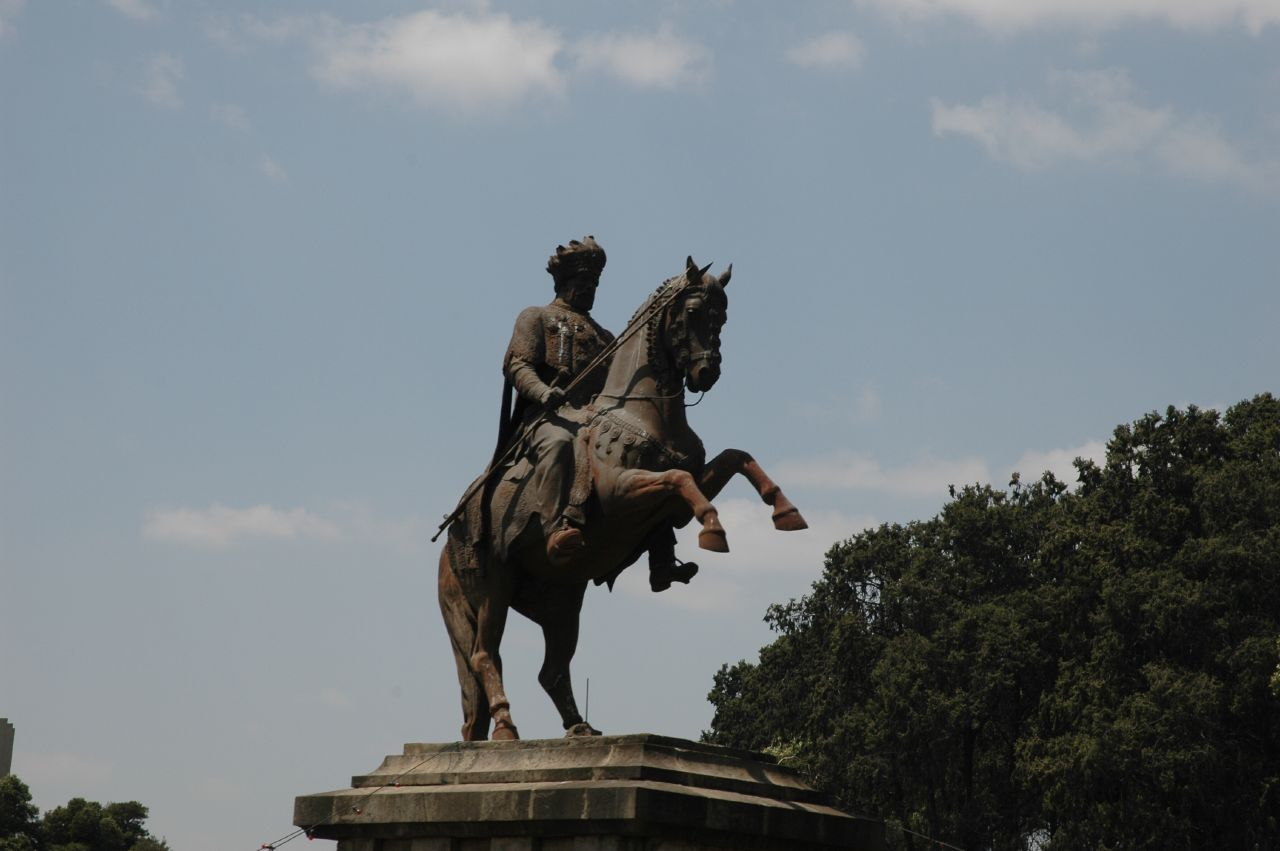
Statue de Menelik II à Addis-Abeba.

L'ancien système monétaire, lié au thaler Marie-Thérèse d'Autriche, est remplacé par un nouveau, basé sur le thaler de Menelik, apparu en 1894 et frappé à Paris puis à Addis-Abeba, à partir de 1897, où l'ingénieur autrichien Willy Henze a installé une fabrique un an auparavant. En 1903, un institut d'émission produisant la monnaie est créé. Deux ans plus tard, en mars, la Bank of Abyssinia voit le jour ; rapidement, les Éthiopiens la surnomment yé ingliz bank (« la banque anglaise », en amharique), en référence aux capitaux anglais qui y opèrent par l'entremise de l'Égypte. La banque contrôle le système financier national et dès 1914, les premiers billets de banque sont imprimés.
En 1908, à la suite d'une réforme judiciaire, le pays est divisé en six districts, chacun maintenant un contact avec le Choa et comprenant deux wember (juges) nommés par le negusse negest. Lors d'un désaccord entre deux juges, l'affaire est portée devant l'Afe negus, un juge suprême. En outre, la réforme prévoit la nomination par le tribunal de deux fonctionnaires chargés de rédiger et garder les minutes des actes de procédure (l'équivalent du greffier).
Enfin, au niveau politique, un Cabinet des ministres est instauré le 25 octobre 1907, son premier président est le Fitawrari Habte Giyorgis. Initialement symbolique, l'institution se trouve confrontée à un certain enracinement régional de la royauté, on considère toujours la cour d'Addis-Abeba comme la cour du Shewa et non la cour nationale. Néanmoins, le Cabinet parvient à progressivement acquérir une vie propre. Plus généralement, d'autres éléments participent à cette période de modernisation : une presse écrite est fondée en 1911, des hôtels et des restaurants apparaissent dans la capitale qui devient une ville cosmopolite : des commerçants, des marchands, des manufacturiers et des aventuriers viennent de toute part (Arméniens, Yéménites, Grecs, Indiens, Français, etc.)

### Succession et décès

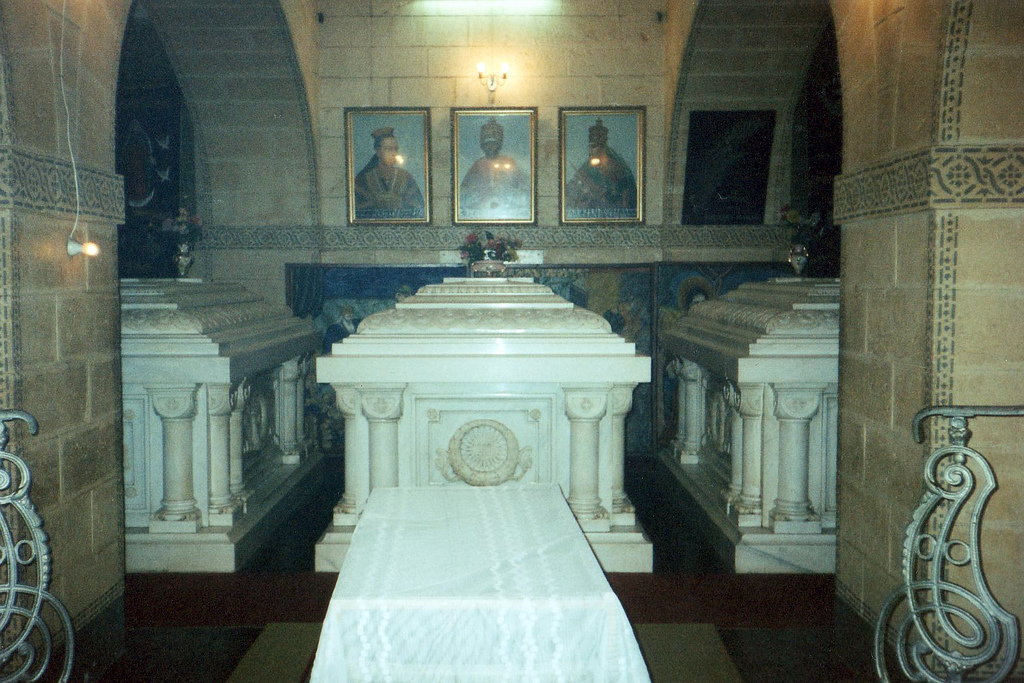
Le mausolée où reposent Menelik II, sa femme et sa fille.

En 1906, deux évènements importants annoncent la fin du règne de Menelik : une première attaque d'apoplexie et la mort de ras Mekonnen, décrit par Berhanou Abebe comme l'artisan de la diplomatie du negusse negest. Le décès de son cousin a grandement affecté Menelik qui a passé trois jours enfermé à pleurer cette perte. Ainsi, la création en 1907 du Cabinet des ministres répond à l'inquiétude de laisser l'Empire, défendu par les armes et la diplomatie, sans une institution capable de le gérer. Frappé à nouveau en mai 1908, la dernière attaque en avril 1909 met fin aux activités de Menelik, qui se retrouve paralysé et à peine capable de parler.

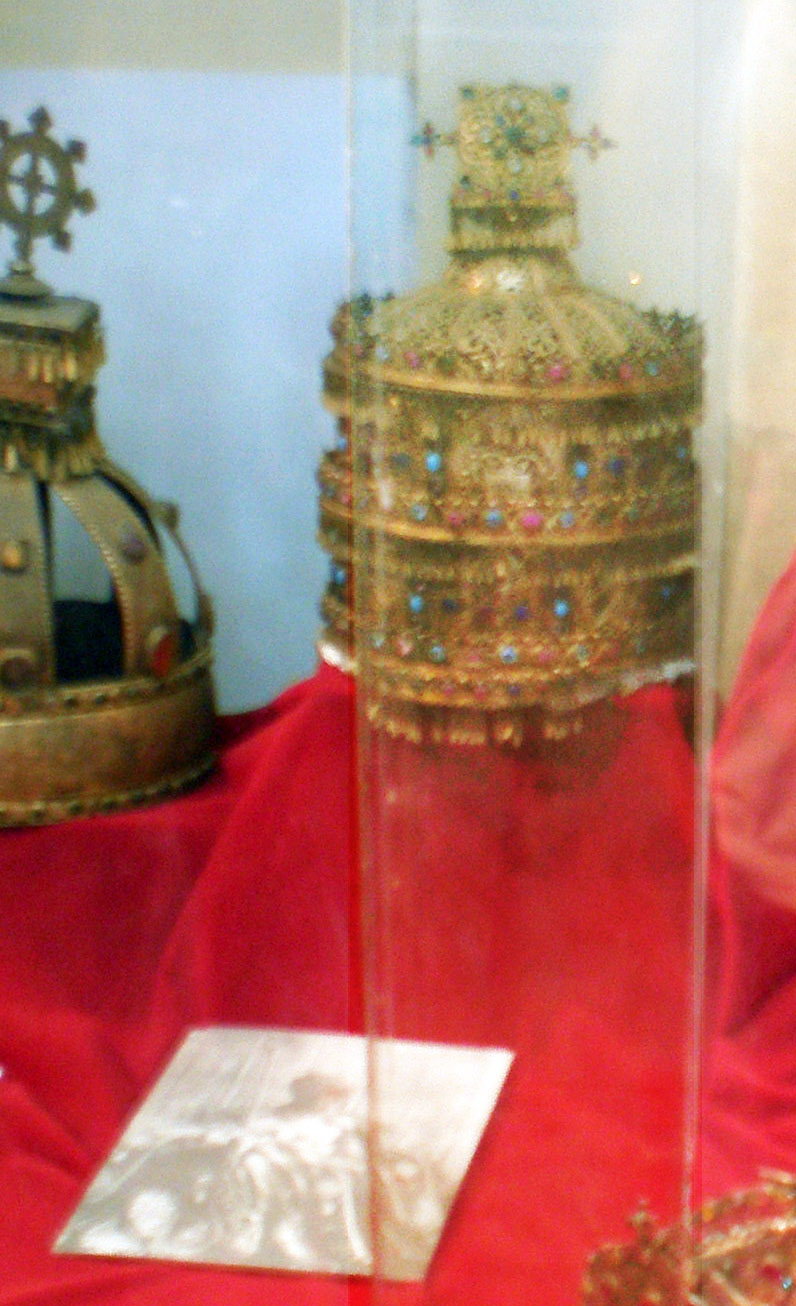
Couronne de l'empereur Ménélik II, musée national d'Addis-Abeba.

La question de la succession est suivie de près par l'épouse du souverain, Taytu, qui souhaite faire basculer le pouvoir impérial vers Gonder, sa région d'origine, et sa famille, celle des Yejjou. Le 18 mai 1909, lors de la proclamation du testament de Menelik, Iyassou est désigné héritier présomptif, un geste censé calmer les diverses factions s'affrontant. Toutefois, au dernier instant, Taytu parvient à faire modifier le testament pour que l'héritier soit désigné par le mot ledjé (« mon enfant », en amharique) de façon à entretenir l'ambiguïté entre Iyassou (1897-1935), petit-fils de Menelik, et Zewditou (Zaouditou I, 1876-1930), fille du souverain. L'objectif de Taytu est d'écarter Iyassou du pouvoir, en effet celui-ci est le fils de ras Mikaél (1850, gouverneur du Wello, et elle craint que l'arrivée au pouvoir du jeune ledj ne renforce cette province au détriment du Nord de l'Empire) Zaoditou, quant à elle, est l'épouse de Gougsa Welé, neveu de Taytu, elle espère donc que le fils éventuel du nouveau couple impérial puisse rapidement arriver au trône afin de rétablir la dynastie des Yedjous.
Le 30 octobre 1909, le Conseil des ministres fait proclamer le testament en y intégrant le nom de Iyassou et en désignant ras Bitwoded Tessema Nadew comme régent. Le pouvoir reste de facto entre les mains de Taytu, au chevet de Menelik ; pour se débarrasser de son influence, les vétérans de l'armée du negusse negest se réunissent le 21 mars 1910 et décident de donner deux choix à l'épouse du souverain : la relégation dans l'enceinte de l'église d'Entoto ou le droit de rester auprès de Menelik sans s'occuper des affaires politiques. Une semaine plus tard, elle accepte la deuxième solution. En mars 1910, le pouvoir a officiellement quitté les mains de Menelik pour être exercé par Tessema Nadew jusqu'à son décès le 10 avril 1911.
Pendant ce temps, l'état de santé de Menelik empire ; les hauts dignitaires se sont inquiétés le 2 septembre 1910, lorsqu'il est resté près de quatre heures totalement inconscient. La régence ne se déroule pas comme prévu et après le décès de Tessema, Iyassou apparaît comme l'unique héritier potentiel. De 1910 à 1913, la mort du souverain est annoncée à plusieurs reprises, à chaque fois à tort ; c'est au cours de la nuit du 12 au 13 décembre 1913 que Menelik II décède. Il repose aujourd'hui dans un mausolée à Addis-Abeba, au palais Ménélik.

## Culture populaire
Menelik II apparaît comme dirigeant de la nation éthiopienne dans le pass New Frontier du jeu vidéo Civilization VI.